# 鹿港粉碎洗滌鹽工廠
鹿港粉碎洗滌鹽工廠是臺灣日治時期由總督府專賣局在昭和十一年（1936年）5月興建的精鹽廠，位在今彰化縣鹿港鎮一帶，預定年產量是5000公噸（1940年與1941年的實際產量是4250公噸與7506公噸）。民國三十五年（1946年）1月由臺灣省行政長官公署專賣局所接收，但因技術人員不足、機械疏於維修，所以報廢關閉。